# La Ceja
La Ceja ist eine Gemeinde (municipio) im Departamento Antioquia in Kolumbien.

## Geographie
La Ceja liegt in Antioquia in der Subregion Oriente Antioqueño, 41 km von Medellín entfernt, auf einer Höhe von 2143 m ü. NN. Die Gemeinde grenzt im Norden an Rionegro, im Nordosten an El Carmen de Viboral, im Osten an La Unión, im Süden an Abejorral, im Südwesten Montebello und im Westen an Retiro.

## Bevölkerung
Die Gemeinde La Ceja hat 70.470 Einwohner, von denen 61.901 im städtischen Teil (cabecera municipal) der Gemeinde leben (Stand: 2022).

## Geschichte
La Ceja erhielt 1789 den Status eines caserío (Gehöft) und 1855 den Status einer Gemeinde.

## Wirtschaft
Der wichtigste Wirtschaftszweig von La Ceja ist traditionell die Landwirtschaft und die Rinderproduktion. Heute wird zudem besonders Zierpflanzenbau betrieben.

## Söhne und Töchter der Stadt
- José Gustavo Angel Ramírez (1934–2013), Apostolischer Vikar von Mitú (1989–2009)
- José Alejandro Castaño Arbeláez (* 1945), Bischof von Cartago (2010–2020)
- Alejandro Ramírez Calderón (* 1981), Radrennfahrer
- Juliana Gaviria (* 1991), Bahnradsportlerin
- Fernando Gaviria (* 1994), Radsportler
- Paula Patiño (* 1997), Radrennfahrerin